# Erste Verordnung zum Sprengstoffgesetz
Die Erste Verordnung zum Sprengstoffgesetz (1. SprengV)  ist eine Durchführungsverordnung des Bundesministers des Innern und für Heimat zum deutschen Sprengstoffgesetz (SprengG).

## Inhalt

### Ausnahmen von der Erlaubnispflicht
Im I. Abschnitt (§§ 1 bis 4 1. SprengV) wird der Umgang mit einzelnen Explosivstoffen und pyrotechnischen Gegenständen unter bestimmten Voraussetzungen von der Erlaubnispflicht gem. § 7, § 27 SprengG ausgenommen.
Dazu zählen etwa  Explosivstoffe und pyrotechnischen Gegenstände der Kategorie P2 (vgl. § 3a Abs. 1 Nr. 3 SprengG), die als Signalmittel in der Schifffahrt oder in der Luft- und Raumfahrt, beim Wasser- und Luftsport oder beim Bergsteigen zur Rettung von Menschen bestimmt sind oder das Treibladungs- oder Böllerpulver, um bei besonderem Anlass Salut zu schießen (§ 1 1. SprengV).
Nicht erlaubnispflichtig ist auch der Umgang mit kleinen Mengen von Explosivstoffen, pyrotechnischen Gegenständen und von sonstigen explosionsgefährlichen Stoffen nach § 1 Abs. 4 Nr. 1  SprengG für wissenschaftliche, analytische, medizinische und pharmazeutische Zwecke in Instituten und Laboratorien, etwa durch Ärzte, Zahnärzte, Tierärzte oder Apotheker (§ 2 1. SprengV).

### Eigenschaften, Kennzeichnung und Verkauf von Explosivstoffen
Der II. Abschnitt (§§ 6 bis 7 1. SprengV) regelt bestimmte Anforderungen an die einzelnen Explosivstoffe, pyrotechnischen Gegenstände sowie sonstigen explosionsgefährlichen Stoffe und Sprengzubehör.
§ 6 Abs. 1 in Verbindung mit der Anlage II zur 1. SprengV verlangt beispielsweise die Homogenität und thermische Stabilität von Mischungen sowie bei Zündleitungen eine ausreichende Biegsamkeit und Biegefestigkeit. Die fraglichen Stoffe sind auch ausreichend zu markieren und zu bezeichnen (§ 6a, § 7 1. SprengV).
Im III. Abschnitt (§§ 9 bis 13 1. SprengV) ist ein besonderes Prüf- und Zulassungsverfahren durch die Bundesanstalt für Materialforschung und -prüfung (BAM) geregelt, die die geprüften Stoffe außerdem umfangreich zu dokumentieren hat.
Abschnitt IV (§§ 14 bis 19 1. SprengV) enthält vor allem Vorschriften über die Kennzeichnung und die Verpackung explosionsgefährlicher Stoffe an andere. Die Verpackung muss gefahrgutrechtlich zugelassen und so beschaffen sein, dass sie keine nach dem Stand der Technik vermeidbare Erhöhung der Gefahr bewirkt oder durch gewöhnliche thermische oder mechanische Beanspruchung kein pyrotechnischer Gegenstand ausgelöst wird. Sie muss außerdem bestimmten Vorschriften gemäß gekennzeichnet sein (CE-Kennzeichnung).
Der V. Abschnitt (§§ 20 bis 24 1. SprengV) betrifft den Verkauf und die Verwendung pyrotechnischer Gegenstände. § 20 1. SpengV  macht die Abgabe von einer bestimmten Altersgrenze abhängig, die Verwendung auch von dem Innehaben einer Erlaubnis nach § 7 oder § 27 SprengG. Feuerwerkskörper dürfen dem Verbraucher nur in der Zeit vom 28. bis 31. Dezember überlassen werden. Das Abbrennen pyrotechnischer Gegenstände in unmittelbarer Nähe von Kirchen, Krankenhäusern, Kinder- und Altersheimen sowie besonders brandempfindlichen Gebäuden oder Anlagen ist verboten (§ 23 Abs. 1 1. SprengV). Feuerwerke in der Zeit vom 2. Januar bis zum 30. Dezember sind anzeigepflichtig (§ 23 Abs. 1  1. SprengV). Effekte mit pyrotechnischen Gegenständen und pyrotechnischen Sätzen in Theatern und vergleichbaren Einrichtungen und Effekte mit explosionsgefährlichen Stoffen in Film- und Fernsehproduktionsstätten müssen vorher gemäß der beabsichtigten Verwendung erprobt werden (§ 23 Abs. 6 1. SprengV).

### Fachkundenachweis
Abschnitt VII bis IX (§§ 29 bis 44 1. SprengV) in Verbindung mit § 9 Abs. 3 SprengG behandeln den für die Erteilung einer Erlaubnis zum Umgang mit explosionsgefährlichen Stoffen erforderlichen Fachkundenachweis.
Es müssen ausreichende technische und rechtliche Kenntnisse über den Umgang und Verkehr mit explosionsgefährlichen Stoffen nachgewiesen werden. Diese Kenntnisse vermitteln staatlich anerkannte Grund-, Sonder- oder Wiederholungslehrgänge (§ 32 1. SprengV).
Die Lehrgangsteilnehmer müssen das 21. Lebensjahr vollendet haben, zuverlässig und persönlich geeignet sein. Die Zuverlässigkeit und die persönliche Eignung sind durch eine Unbedenklichkeitsbescheinigung nachzuweisen. Die erforderliche Zuverlässigkeit besitzt insbesondere nicht, wer einschlägig vorbestraft, Mitglied einer verfassungswidrigen Partei oder eines verbotenen Vereins ist. Vor Erteilung einer Unbedenklichkeitsbescheinigung wird daher unter anderem eine unbeschränkte Auskunft aus dem Bundeszentralregister eingeholt (§ 8a SprengG).

### Sprengmittelverzeichnis
Abschnitt X (§§ 41 bis 44 1. SprengV) enthält nähere Bestimmungen über das von dem Inhaber einer gewerblichen Erlaubnis nach § 7 SprengG zu führende Verzeichnis über Art und Herkunft, Menge und Verbleib der im Unternehmen verwendeten explosionsgefährlichen Stoffe.
Das Verzeichnis ist nach der Art der explosionsgefährlichen Stoffe und der Zündmittel getrennt und hinsichtlich seiner Richtigkeit und Vollständigkeit in Anlehnung an die Grundsätze ordnungsmäßiger Buchführung im Handelsrecht zu führen (§ 41 Abs. 2 Satz 5 1. SprengV, § 239 HGB).

### Sachverständigenausschuss
Nach Abschnitt XI, § 45 1. SprengV in Verbindung mit § 6 Abs. 2 SprengG  wurde  beim Bundesministerium des Innern ein Sachverständigenausschuss für explosionsgefährliche Stoffe gebildet. Dieser gehört zu den wissenschaftlichen Beratungsgremien der Bundesregierung.
Zu den Aufgaben des Ausschusses gehört es, dem Stand der Technik entsprechende Regeln und sonstige gesicherte wissenschaftliche Erkenntnisse für die dem SprengG unterliegenden Stoffe und Gegenstände, einschließlich deren Einstufung und Kennzeichnung, zu ermitteln.

### Ordnungswidrigkeiten
Verstöße gegen § 46 1. SprengV in Verbindung mit § 41 Abs. 1 Nr. 16 SprengG, beispielsweise die unbefugte Überlassung von Feuerwerkskörpern einer bestimmten Kategorie, können mit einem Bußgeld von zehn- bis zu fünfzigtausend Euro geahndet werden.